# Heinrich Seeling

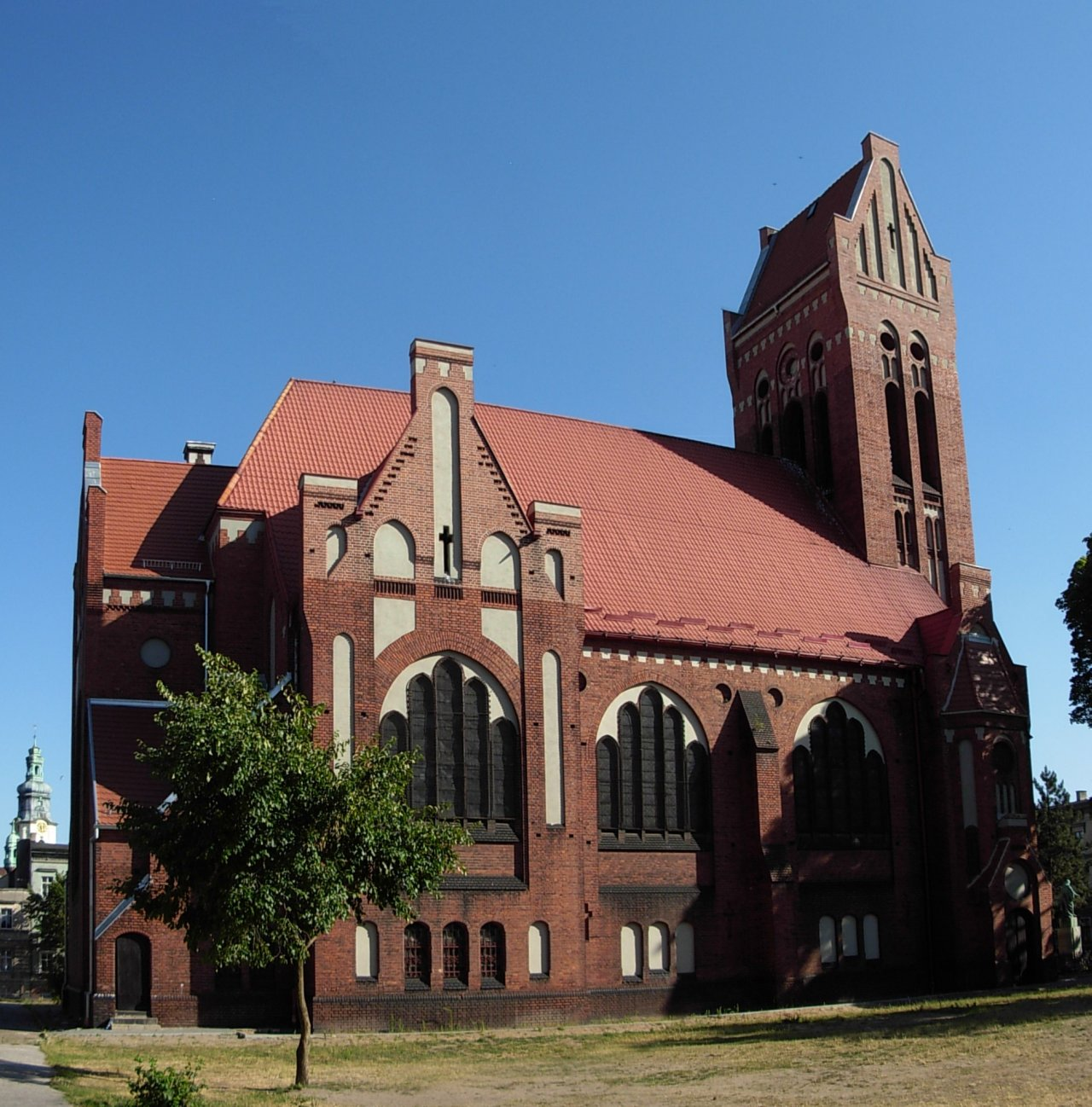
Kościół Zbawiciela w Bydgoszczy (1897)

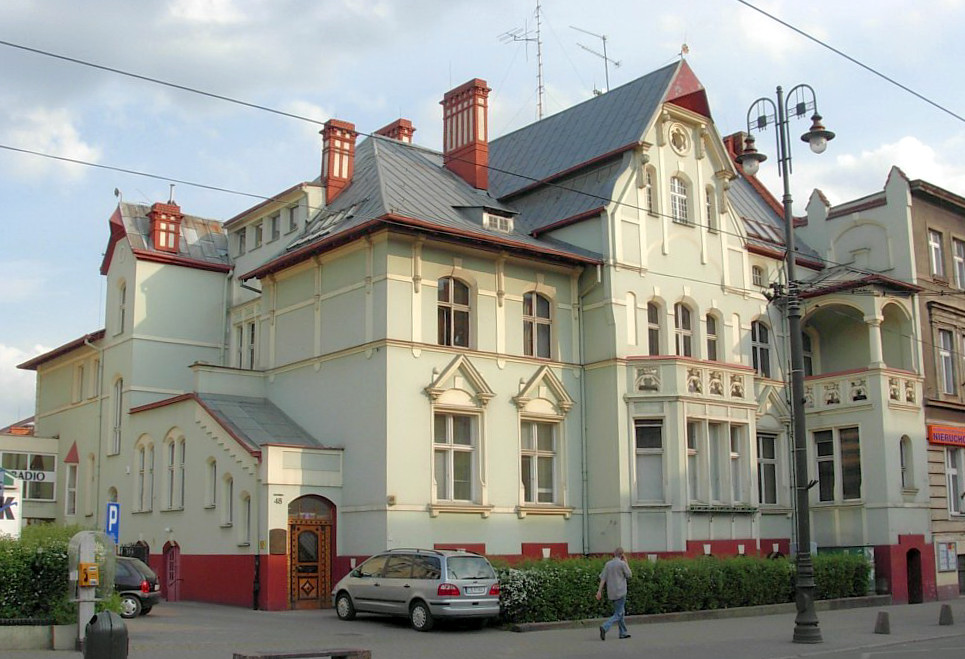
Willa Heinricha Dietza w Bydgoszczy (1897–1898)

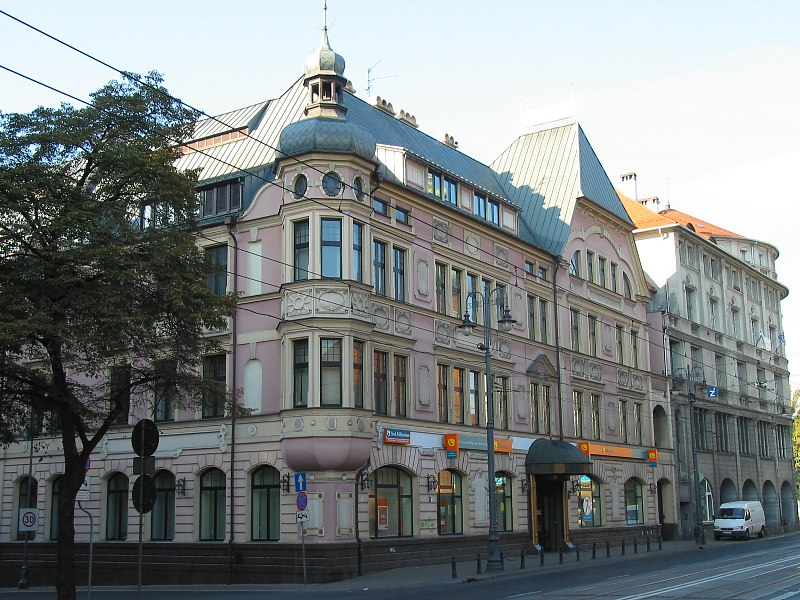
Kamienica Emila Werckmeistra w Bydgoszczy (1910–1912)

Heinrich Christian Seelling (ur. 1 października 1852 w Zeulenrodzie, zm. 15 lutego 1932 w Berlinie) – niemiecki architekt, królewski radca budowlany.

## Życie i działalność

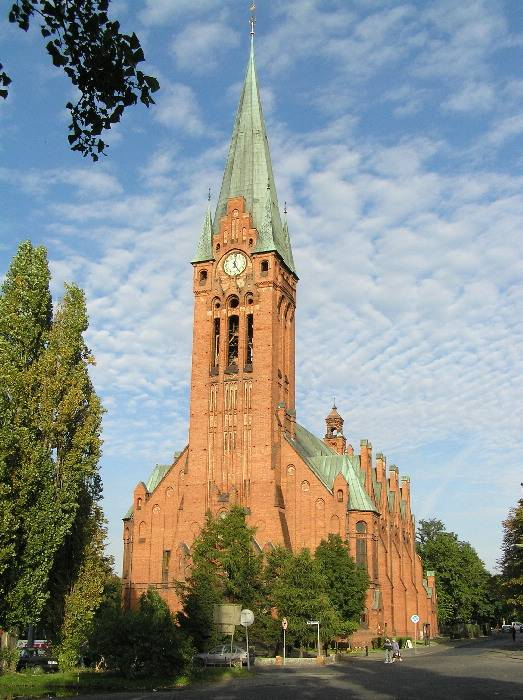
Fara ewangelicka pw. św. Krzyża w Bydgoszczy (1903)

Heinrich Seeling urodził się 1 października 1852 roku w miejscowości Zeulenroda, w Turyngii, w rodzinie mistrza murarskiego Christiana Seelinga, wyznania ewangelicko-luterańskiego. Już jako chłopiec praktykował rzemiosło murarskie u ojca. Następnie ukończył trzy semestry zimowe w szkole budowlanej w Holzminden nad Wezerą. W 1870 roku udał się do Berlina, gdzie pracował w warsztacie budowlanym i wstąpił jako wolny słuchacz na tamtejszą Akademię Budownictwa. Po trzyletnich studiach udał się, w celu dalszego kształcenia, w podróż na południe Niemiec. Następnie pojechał do Wiednia, gdzie dalej pracował i studiował. Gdy w 1874 roku powrócił do Berlina, zaczął brać udział w różnych konkursach architektonicznych i budowlanych, m.in. w konkursie na projekt budynku zw. Rothaus w Hamburgu, lecz bez powodzenia.
Do 1876 roku pracował w berlińskim atelier Hugo Lichta, naczelnego miejskiego radcy budowlanego w Lipsku. W następnym roku wyjechał na półroczny pobyt studialny do Włoch, po czym powrócił do Berlina. W 1877 r. rozpoczął pracę jako pierwszy architekt w biurze budowlanym pałacu Brossig, które prowadził Herman Ende. Tu rozwinął pełną działalność zawodową.
W styczniu 1878 roku uzyskał II nagrodę w konkursie na ratusz w Kalau, który zrealizowano w latach 1880–1881. Z kolei w 1882 roku otrzymał II nagrodę w konkursie na jedną z budowli związanych z kompleksem Reichstagu. Konkursem, który zaważył na rozwoju kariery architekta było zdobycie II nagrody za projekt teatru w Halle.
Budynek został zaprojektowany zgodnie z najnowszymi wówczas tendencjami architektonicznymi i wymogami technicznymi. Za realizację tego obiektu, zbudowanego w latach 1884–1886 Seelling został uhonorowany Orderem Królewskim IV Klasy.
Od tej pory głównym polem działania architekta stały się obiekty teatralne. Na wystawie sztuki w Monachium został ponownie odznaczony orderem za projekt królewskiego teatru w Sztokholmie, natomiast w 1891 roku zdobył złoty medal za projekty na wystawie sztuki w Berlinie. Wynikiem kolejnego wygranego konkursu było stworzenie Teatru Miejskiego w Essen (1890–1892), którego projekt dzięki nowatorskim rozwiązaniom wnętrza i fasady, był publikowany w czołowych czasopismach architektonicznych Niemiec i stanowił inspirację dla wielu późniejszych teatrów.
Kolejnym trudnym architektonicznie gmachem teatralnym zaprojektowanym przez Seellinga był Neue Theater am Schifbauerdamm w Berlinie (1891–1892). W 1893 roku według jego projektu powstał ratusz w Elberfeld, a rok później mieszczący 1000 miejsc Teatr Miejski w Rostocku, gdzie powtórzył kompozycję fasady zastosowaną w Essen.
Seeling zbudował również grupę domów przy Schiklerestrasse w Berlinie, gdzie zastosował rozwiązania nowoczesnego budownictwa mieszkalnego i handlowego oraz wybudował salę balową w jednym z berlińskich hoteli.
W latach 1894–1896 wykonał projekt i kierował budową Teatru Miejskiego w Bydgoszczy. W tym samym roku wygrał konkurs na budowę ratusza w Hanowerze oraz został mianowany członkiem Akademii Królewskiej w Berlinie.
Następną realizacją Seelinga była budowa kościoła Chrystusa Zbawiciela w Bydgoszczy. W tym czasie powstało też kilka domów mieszkalnych i willi (m.in. willa Heinricha Dietza w Bydgoszczy). W 1901 r. zajmował się rozbudową Teatru Miejskiego w Akwizgranie, gdzie jeszcze bardziej uwidoczniła się forma teatru balkonowego.
W 1902 r. zaprojektował i zbudował Teatr Miejski we Frankfurcie nad Menem, mieszczący 1200 miejsc oraz teatr dworski w Gerze. W tym samym roku znów powrócił do Bydgoszczy tworząc drugi i ostatni w swej karierze kościół miejski.
W latach 1904–1910 w głównym kręgu jego zainteresowań nadal pozostawały teatry.
Zaprojektował m.in.:
- teatr dworski w Brunszwiku na 1700 miejsc,
- Teatr Miejski w Norymberdze,
- Teatr Miejski w Kilonii,
- Teatr Miejski we Frieburgu w Briesgau z górującą nad miastem sylwetką kopuły, nawiązujący w formie do niemieckiego renesansu,
- dom handlowy AEG w Berlinie.

Seeling uczestniczył również w konkursach na projekty teatrów w Krakowie i Kijowie, gdzie zdobył dwie II nagrody.
W 1908 roku został wybrany miejskim radcą budowlanym w Charlottenburgu, gdzie w następnych latach według jego projektów powstało wiele obiektów, między innymi: szkoły, szpitale, mosty, sanatorium, a także wieża ciśnień. Dziełem wieńczącym jego osiągnięcia była budowa pięciokondygnacyjnego Deutsches Opernhaus w Charlottenburgu (1911–1912, 2300 widzów), z najnowocześniejszą na owe czasy instalacją sceniczną oraz oryginalnymi rozwiązaniami architektonicznymi.
Heinrich Christian Seeling zmarł 15 lutego 1932 w Berlinie.

## Dorobek zawodowy
W dorobku Heinricha Seelinga znajdują się różne typy budowli począwszy od willi i kamienic, poprzez budynki użyteczności publicznej jak szkoły czy szpitale. Jednak najbardziej znaczące w jego dorobku pozostały, piękne i reprezentacyjne budowie teatralne i za te właśnie był najbardziej ceniony.
Potwierdzeniem, prestiżu architekta były otrzymane wysokie odznaczenia i tytuł królewskiego radcy budowlanego.

## Realizacje w Bydgoszczy
- Teatr Miejski w Bydgoszczy (1896),
- Kościół Zbawiciela w Bydgoszczy (1897),
- Willa Heinricha Dietza w Bydgoszczy (1897–1898),
- Fara ewangelicka pw. św. Krzyża w Bydgoszczy (1903),
- Kamienica Emila Werckmeistra w Bydgoszczy (1910–1912).